# Veľké Zlievce
Veľké Zlievce es un municipio del distrito de Veľký Krtíš en la región de Banská Bystrica, Eslovaquia, con una población estimada a final del año 2024 de 470 habitantes.
Se encuentra ubicado al suroeste de la región, en la cuenca hidrográfica del río Ipoly —un afluente izquierdo del Danubio— y cerca de la frontera con la región de Nitra y con Hungría.

## Demografía
| Año        | 1994 | 2004    | 2014    | 2024    |
| ---------- | ---- | ------- | ------- | ------- |
| Población  | 481  | 512     | 509     | 470     |
| Diferencia |      | +6,44 % | −0,58 % | −7,66 % |

| Año        | 2023 | 2024    |
| ---------- | ---- | ------- |
| Población  | 478  | 470     |
| Diferencia |      | −1,67 % |